# Архівний фонд
Архівний фонд — це група документів, які мають одне походження і виникли природним шляхом як наслідок повсякденної роботи агентства, особи чи організації. Прикладом фонду можуть бути твори поета, які ніколи не публікувалися, або записи установи протягом певного періоду.
Фонди є частиною ієрархічного рівня системи опису в архіві, яка починається з фондів у верхній частині. Наступні рівні стають більш описовими та вужчими, коли людина йде вниз по ієрархії. Описи рівнів переходять від фонду до серії, до документ, а потім до рівня предмета. Між рівнем фондів і серій іноді існує рівень підфондів або су-фондів, а між рівнем серій і документів іноді існує рівень підсерій.

## Історичне походження
У галузі архівознавства загальновизнано, що термін «фонди» з'явився у французькій архівній практиці незабаром після Французької революції, оскільки Наталіс де Вайлі, голова адміністративного відділу Національних архівів Франції, написав Циркуляр №. 14, де викладено ідею фондів як зберігання записів одного походження разом, оскільки до цього оголошення записи класифікувалися довільно та суперечливо. У цьому ж Циркулярі № 14 Вейлі також ввів ідею поваги до фондів, яка означала, що архівісти повинні залишити порядок розташування фондів у тому вигляді, в якому він був створений особою чи агенцією, яка створила записи. Проте Лучіана Дуранті знайшла докази того, що ця ідея виникла в Неаполі та інших місцях до Циркуляра Вейлі № 1. 14 у 1814 р. Незалежно від походження, повага до фондів швидко поширилося Європою після публікації у 1898 році «Посібника з упорядкування та опису архівів», який зазвичай називають Голландським посібником, та Першого Міжнародного конгресу архівістів у 1910 році.

### Фонди та походження
Термін фонди, створений Вейлі, не був таким точним, як мав би бути, і залишав багато місця для тлумачення фондів. У зв'язку з цим прусські архівісти в 1881 р. видали положення про влаштування архівів. Ці правила забезпечили більш чітке уявлення про фонди як публічні документи, які «повинні бути згруповані відповідно до їх походження в державних адміністративних органах», і цей принцип отримав назву Provenienzprinzip, або, як це більш відомо сьогодні серед англомовного світу, провенанс. Провенанс — це переконання, що архівісти повинні зберігати групу записів, отриманих як єдине ціле, а не зливати їх з іншими документами. Провенанс також іноді називають історією зберігання, оскільки воно враховує різних людей або організації, які зберігали ці записи до того, як їх отримав архів, і те, як вони їх організували. Повагу до фондів часто плутають як те саме, що й провенанс, але ці дві ідеї, хоча й тісно пов'язані, відрізняються тим, що провенанс стосується збереження творів конкретних людей чи організацій окремо від інших, тоді як повага до фондів додає до цього також збереження або відтворення оригінального порядку документів творця. Ідеї повага до фондів і фондівзмінили архівний світ і використовуються досі.

## Сучасне використання та практики
У сучасній архівній практиці ідея фондів існує й сьогодні, переважно в Європі та Північній Америці. Однак фонди іноді дещо змінюються відповідно до інших архівних практик. Наприклад, у Великій Британії замість фондів використовується термін архівна група, а в Національному архіві Сполучених Штатів перевагу надають терміну група записів. Групи записів часто порівнюють із фондами, але насправді вони можуть складатися з кількох фондів або навіть не з повного фонду. В австралійській архівній теорії існує визнання принципу поваги до фондів, але ця теорія зосереджується на серіях як первинному рівні опису та існуванні багатьох джерел походження. Фонди не слід плутати з терміном колекція документів, який використовується для агрегацій документів, зібраних колекціонером на основі певних спільних характеристик, але він не створюється колекціонером і часто не відповідає походженням.

### Фонди в цифрових архівах
Оскільки архіви дедалі більше оцифровуються (скануються та зберігаються на комп'ютері) і переміщуються на електронну платформу, ідея існування фондів у базі даних онлайн змінюється. Електронний каталог не сортує свої елементи на рівні опису фонду, щоб дотримуватись процедур походження, якщо не вказано це зробити, і він також не сортує елементи в хронологічному порядку автоматично, щоб дотримуватися практики поваги до фондів. Існує також проблема цифрових елементів, які є об'єктами, що були створені в електронному вигляді та не підлягають автоматично ієрархії фізичного елемента. Практика розміщення фондів в електронній базі даних створює нові виклики для збереження фондів як в електронному, так і фізичному вигляді. Як каже Джефферсон Бейлі, «логіка бази даних є нелінійною, і немає вихідного порядку, оскільки порядок залежить від запиту». У цифровому контексті деякі архіви почали описувати свої фонди на рівні фонду чи серії, або, якщо архів вирішує зробити опис на рівні файлу та елемента, фонди можна зберігати разом, використовуючи метадані та гарантуючи, що метадані містять інформацію про зв'язки між елементами, щоб зв'язати один з одним елемент і його описи вищого рівня. Фонди в цифровому архіві — це проблема, яка розвиватиметься, оскільки цифрові архіви продовжуватимуть розвиватися, і ще належить побачити, як фонди розвиватимуться в цьому контексті.

## Виноски
1. ↑  About the Archives | Queen's University Archives. archives.queensu.ca. Процитовано 11 квітня 2019.
2. ↑  Eastwood, Terry (2000). Putting the parts of the whole together: systematic arrangement of archives. Archivaria. 50: 93—116. Архів оригіналу за 12 квітня 2019. Процитовано 22 грудня 2023. [Архівовано 2019-04-12 у Wayback Machine.]
3. ↑  Archives, The National. The National Archives - Cataloguing archive collections - The National Archives. Archives sector (брит.). Процитовано 11 квітня 2019.
4. 1 2 3  Bailey, Jefferson (June 2013). Disrespect des Fonds: Rethinking Arrangement and Description in Born-Digital Archives. Archive Journal. 3.
5. ↑  Hedstrom, M. & King, J.L. (2006). Epistemic Infrastructure in the Rise of the Knowledge Economy. In B. Kahin and D. Foray (Eds.), Advancing Knowledge and the Knowledge Economy (pp. 113—134). Cambridge, MA: The MIT Press.
6. ↑  Duranti, Luciana (Spring 1993). Origin and Development of the Concept of Archival Description. Archivaria. 35: 47—54. Архів оригіналу за 16 квітня 2019. Процитовано 22 грудня 2023. [Архівовано 2019-04-16 у Wayback Machine.]
7. ↑  Schellenberg, T.R. (1961). Archival Principles of Arrangement. The American Archivist. Архів оригіналу за 24 лютого 2020. Процитовано 22 грудня 2023. [Архівовано 2020-02-24 у Wayback Machine.]
8. ↑  Boles, Frank (Winter 1982). Disrespecting Original Order. The American Archivist. 45 (1): 26—32.
9. ↑  custodial history | Society of American Archivists. www2.archivists.org. Процитовано 12 квітня 2019.
10. ↑  Archives and Records Management Resources. National Archives (англ.). 15 серпня 2016. Процитовано 12 квітня 2019.
11. ↑  McKemmish, S. (2017). Recordkeeping in the Continuum: An Australian Tradition. In A. Gilland, S. McKemmish, and A. Lau (Eds). Research in the Archival Multiverse (pp. 122—160). Clayton, Victoria, Australia: Monash University Publishing.
12. ↑  Multilingual Archival Terminology Database. www.ciscra.org. Процитовано 13 квітня 2019.
13. ↑  Archives, The National. The National Archives - Homepage. The National Archives (брит.). Процитовано 12 квітня 2019.
14. ↑  Zhang, Jane (Fall 2012). Original Order in Digital Archives. Archivaria. 74: 167—193.